# 33737 Helenlyons
33737 Helenlyons è un asteroide della fascia principale. Scoperto nel 1999, presenta un'orbita caratterizzata da un semiasse maggiore pari a 2,7088726 UA e da un'eccentricità di 0,1930572, inclinata di 5,25738° rispetto all'eclittica.